# Ennio Filonardi
Ennio Filonardi (Bauco, 1466 – Roma, 19 dicembre 1549) è stato un cardinale e vescovo cattolico italiano.
Ennio era fratello di Domenico e Giacomo Filonardi, prozio del cardinale Filippo Filonardi e zio dei vescovi Cinzio e Antonio Filonardi.

## Biografia
Nacque a Bauco (attuale Boville Ernica) nel 1466 da Vellio Filonardi e Donna Rita della Sgurgola. 
Per quando riguarda la sua formazione e preparazione, dallo storico Rondinini si possono avere alcuni elementi: Ennius autem optimis moribus informatus; in primo aetatis flore Romam venit, ubi liberalibus disciplinis eruditus ingenii sui prope admirabilis felicitateimmortalem sibi nominis gloriam comparavit, & ad honores sibi aperuit.
Nel 1484, sotto papa Sisto IV, Ennio entrò nella Curia Romana.
Sotto il Pontificato di papa Innocenzo VIII, Ennio divenne Prelato di Corte ed Ascritto al Ceto dei Nobili.
Nel 1498, sotto il Pontificato di Alessandro VI " Borgia", fu nominato Tesoriere Generale di Campagna e Marittima, sede questa posta a Ferentino per volere di papa Innocenzo III, il quale elevò Ferentino ha Rettorato di Campagna e Marittima.
Nel 1501 trattò da mediatore il matrimonio tra Lucrezia Borgia e il duca di Ferrara, Alfonso I d'Este
È noto che il duca di Ferrara, Alfonzo d'Este era restio a prendere in sposa la figlia di Alessandro VI, Lucrezia Borgia, ma per l'azione dei mediatori e i possibili vantaggi, acconsentì.
Come ci fa sapere il menzionato storico PH. Rondinini, fu il Filonardi a rendere possibile questo matrimonio ineundo inter Lucretiam Borgiam & Ferrariae ducem operam dedit.
Il 4 agosto 1503 fu consacrato vescovo di Veroli da papa Alessandro VI, l'Eubel lo ricorda così: "Verulan: Ennius (Filonardi, 1538 in S.R.R. card. prom.) 1503 Aug. 4 AC amer I, 117.
Nel novembre del 1503 trattò a nome del Valentino (Cesare Borgia) la lega con i fiorentini.
Dopo un difficile viaggio, il 26 e 27 novembre 1503, mons. Filonardi trattò a Firenze con i Dieci di Balia.
Lo storico PH. Rondinini lo descrive così: foederi cum Fiorentinis inito Caesaris Valentini ducis nomine interfuit.
Nel 1505, sotto il Pontificato di Giulio II " della Rovere", il Filonardi venne nominato Governatore della Marca Anconitana e di Fermo; da questo posto mons. Ennio Filonardi, scacciò il tiranno Astolfo Guiderocchi, come cita anche il menzionato storico PH. Rondinini: Julio II Pontefice Marchiae Anconitanae, & Firmanae urbi gubernator praefuit, e qua Astolphum Asculanorum tyrannum expulsit urbemque Pontificis obedientiae redegit.
Nel 1510 fu nominato da papa Giulio II, Governatore e Castellano d'Imola.
Nel 1511 nominato Governatore di Bologna.
Nel 1512 fu nominato da Giulio II, nunzio in Svizzera. In effetti i primi contatti con gli Elvetici risalgono al 1512, quando mons. Ennio Filonardi fu inviato sul teatro di guerra in Lombardia per cercare di favorire, in nome del papa, la restaurazione degli Sforza nel Ducato di Milano.
L'Ughelli conferma che Giulio II, riconoscendo la buona riuscita della missione del mons. Filonardi, vescovo di Veroli, cioè la trattativa con gli svizzeri, tributò a favore del Filonardi in Concistoro elogi lusinghieri, dando a questi il titolo di propugnatore e sostenitore dei diritti e della libertà della Chiesa.

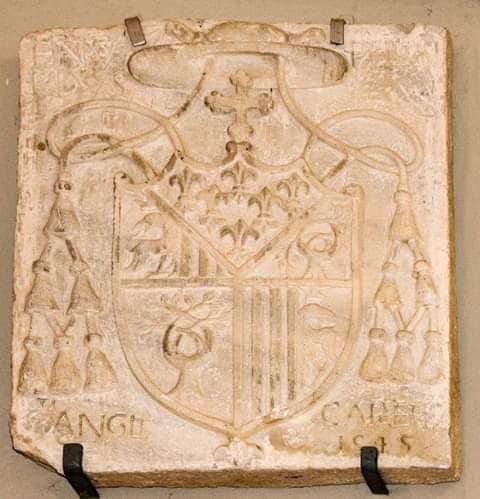
Stemma in pietra del 1545, di maestranze marchigiane, raffigura nte lo stemma personale del cardinale Ennio Filonardi.

La prima missione effettiva del Filonardi in Svizzera come Nunzio avvenne sotto il Pontificato di Leone X" de'Medici",  nell'aprile del 1513, e durò bel 4 anni, quando l'equilibrio, da poco ristabilito in Italia settentrionale era, di nuovo, seriamente compromesso.
La Francia, che teneva ancora occupati i castelli di Milano e Cremona, col trattato di Blois si era alleata con Venezia, con l'obbiettivo di riconquistare l'intero territorio, mentre contemporaneamente forze cospicue tra gli Svizzeri agivano a favore di un riavvicinamento ai Francesi.
Ostacolare questa tendenza, mantenere e rinnovare il patto con Roma era allora compito più urgente dell'inviato pontificio (mons. Ennio Filonardi), il quale poteva contare anche sull'appoggio degli agenti degli Sforza e dell'Imperatore.
Fu durante questa missione del 1513 che il Filonardi incontrò l'imperatore del Sacro Romano Impero Massimiliano I, il quale conosceva l'idea politica antifrancese del mons. Filonardi, lo volle colmare di favori e privilegi cui una monaca pari a Massimiliano seppe fargli, con diploma del 20 dicembre 1513, dato ad Asburgo, concesse al Filonardi vari privilegi: "di conferire lauree dottorali, di legittimare i nati da connubio illecito, di dare titolo da cavaliere, e d'inquartare ed accollare nello stemma di famiglia l'aquila imperiale, lo pregio anche del titolo di marchese Filonardi, per sé e successori".
Nel 1522 tornò di nuovo in Svizzera, per difendere la fede cattolica dal dilagare della riforma, sotto il Pontificato di Adriano VI.
Sotto il pontificato di Clemente VII "de'Medici", nell'agosto 1526 fu nominato Commissario Generale presso le truppe svizzere operanti in Lombardia.

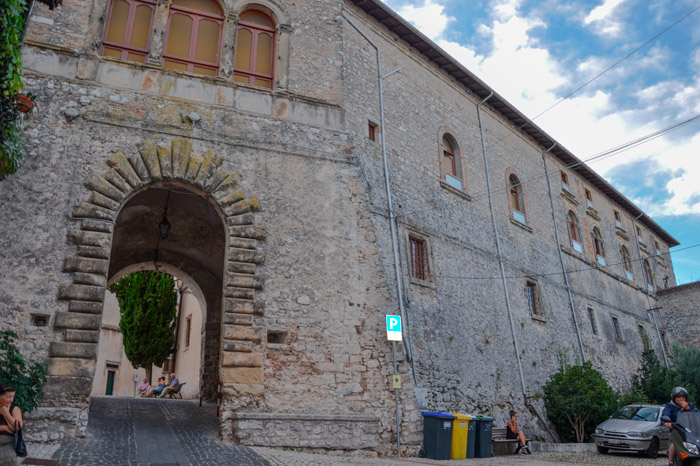
Entrata principale del castello Filonardi, Boville Ernica nel frusinate. questo castello fu voluto dal cardinale Ennio Filonardi, il quale nel 1536 affidò l'incarico all'architetto Giacomo Barozzi detto il Vignola, i lavori iniziarono nel 1536 e terminarono nel 1547.Ennio Filonardi dedicò questo castello al pontefice Paolo III per la sua villeggiatura estiva con tutta la corte pontificia.

Nel 1527 Clemente VII gli conferi il titolo di Commendatario dell'Abbazia di Casamari (Veroli).
Nel 1528, sempre sotto il pontificato di Clemente VII, venne nominato Governatore e vice-legato di Campagna e Marittima, sede questa posta a Ferentino per volere di papa Innocenzo III, il quale elevò Ferentino a Rettorato di Campagna e Marittima.
Negli anni 1520 introdusse negli ambienti colti romani il giovane umanista Aonio Paleario, che poi visitò Filonardi nel 1529, quando era governatore di Perugia.
Ennio presentò Aonio Paleario, famoso scrittore verolano, ai magistrati della città di Perugia, che gli offrirono una delle principali cattedre, ma il Paleario rifiutò.
Di Ennio ha lasciato scritto: Nunquam vidi hominem meliorem, vel integritate vitae, vel studio Juvandi.
Nel luglio del 1532, si recò, per l'ultima volta, in Svizzera.
Rientrò nel dicembre del 1533 in seguito all'accordo raggiunto a Marsiglia tra Francesco I e Clemente VII, essendo il mons. Ennio Filonardi divenuto oggetto delle decisioni politiche internazionali, si adoperò attivamente per la riunificazione della nazione elvetica, sotto la fede cattolica.

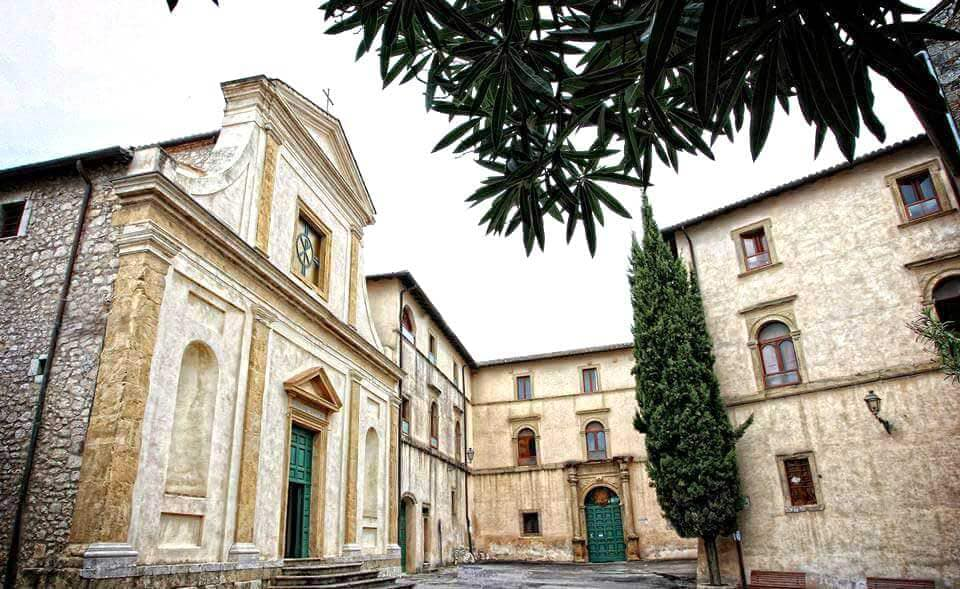
Corte interna del castello Filonardi, con annessa Chiesa abaziale di San Pietro Ispano. Oggi questa corte e diventata Piazza San Pietro, Boville Ernica nel Frusinate.

Nel 1534, sotto il pontificato di Paolo III "Farnese", fu nominato Prefetto della Mole Adriana (castel Sant'Angelo), carica che oggi corrisponde a Ministro della guerra.
Il Filonardi dovette perciò vivere nella fortezza dove dall'aprile all'ottobre 1535 fu prigioniero il cardinale B. Accolti.
Lasciò quest'ufficio quando fu nominato cardinale.
Dopo una così lunga attività il 22 dicembre 1536 mons. Filonardi fu elevato a rango di cardinale da papa Paolo III con il titolo di Cardinale presbitero di Sant'Angelo in Pescheria; da questo momento in poi il card. Ennio Filonardi nei documenti non vera più chiamato Verulanus ma "S. Angelo".

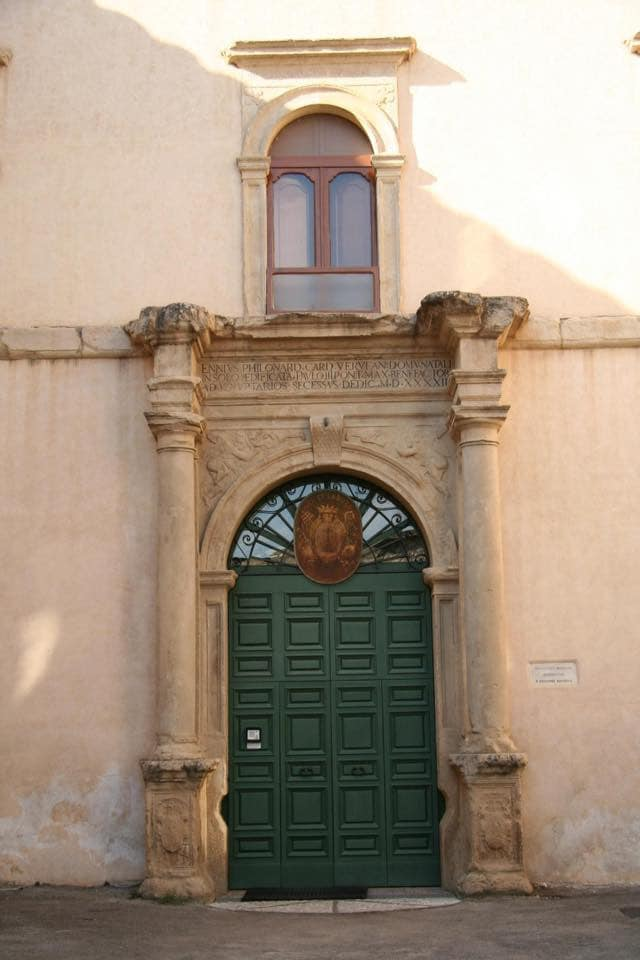
Entrata degli alloggi del castello Filonardi, attuale monastero Benedettino di clausura. Nell'epigrafe di questo portale artistico, opera dell'architetto Giacomo Barozzi detto il Vignola, vi è un'epigrafe che ci fa sapere che il castello fu voluto dal cardinale Ennio Filonardi, il quale lo dedico al suo benefattore in pontefice Paolo III per la sua villeggiatura estiva insieme alla corte pontificia (il pontefice Paolo III fu il papa che elevò a rango di cardinale Ennio Filonardi nel 1536, e quindi il Filonardi per riconoscenza gli dedico questo castello).L'epigrafe del portale recita: ENNIVS PHILONARD. CARD. VERVLAN: DOMV. NATALI IN SOLO AEDIFICATA. PAVLO III PONT. MAX. BENEFACTORI AD VOLVPTARIOS. SECESSVS. DEDIC. M.D.XXXXII.

Ancora una volta Paolo III volle dimostrare la sua amicizia a Ennio, nominandolo il 12 agosto 1538 amministratore apostolico di Montefeltro, nonostante che fosse già vescovo di Veroli; Ennio, lo stesso giorno, rinunciò a favore di suo nipote Antonio, che divenne vescovo di Veroli il 12 agosto 1538, lo storico F. Ughelli lo ricorda così: " Feretrani : Ennius Cardinalis Philonardus, paulo ante Verulans Epioscopus, hanc Ecclesiam administrandam suscepit 1538 die 12 mensis.Augusti. Quam cum ad decem annos administtrasset, eam dignitatem, annuante Pontefice, in nepotem transsfudit. De quo alibi"
Il 29 novembre fu inviato come legato alle truppe nella guerra di Camerino e il 21 aprile 1539 nella Provincia cisalpina, cioè nel territorio di Parma e Piacenza.
Solo a partire dal 1541 il card. Ennio Filonardi risiedette a più riprese nel suo paese natale Bauco.
Il 7 ottobre 1546 fu nominato vescovo di Albano.
Particolarmente a cuore gli stava la ricostruzione della guardia Svizzera.
In collaborazione con il consigliere di Lucerna J. von Meggen, un parente del card. Schiner, riuscì nel 1542 a condurre un contingente di 150 Svizzeri a Bologna come guardia di palazzo; alla fine però fu l'assassinio di Pier Luigi Farnese da parte degli Imperiali, che convinse il papa a licenziare la sua guardia composta da lanzichenecchi e ad affidare di nuovo la sicurezza agli Svizzeri. Il Card. Ennio Filonardi scelse personalmente gli ufficiali, tenendo presente la reputazione delle loro famiglie in patria; nel marzo 1548 la nuova guardia Svizzera prese servizio a Roma agli ordini di J. Von Meggen
Il 25 aprile 1549 rinunciò al sede di Montefelto in favore di suo nipote Ennio Massari Filonardi, che governerà la chiesa di Montefeltro fino alla sua morte, avvenuta nel 1565.
Il card. Ennio Filonardi seppe solo dopo qualche settimana, dell'avvenuta morte, il 10 novembre 1549, di papa Paolo III, poiché in quel periodo si trovava al Concilio di Trento.
Il 16 novembre il card. Ennio Filonardi lasciò il Concilio di Trento per prendere parte ai funerali di papa Paolo III; infatti Ennio fu uno dei quattro cardinali che si unirono al celebrante per dare l'assoluzione al tumulo.
Al nuovo conclave per la nomina del successore, il card. Ennio Filonardi fu citato spesso tra i papabili dato che, per la tarda eta (83 anni), sembrava essere l'uomo su cui i partiti spagnoli e francesi e anche i Farnese avrebbero potuto accordarsi.

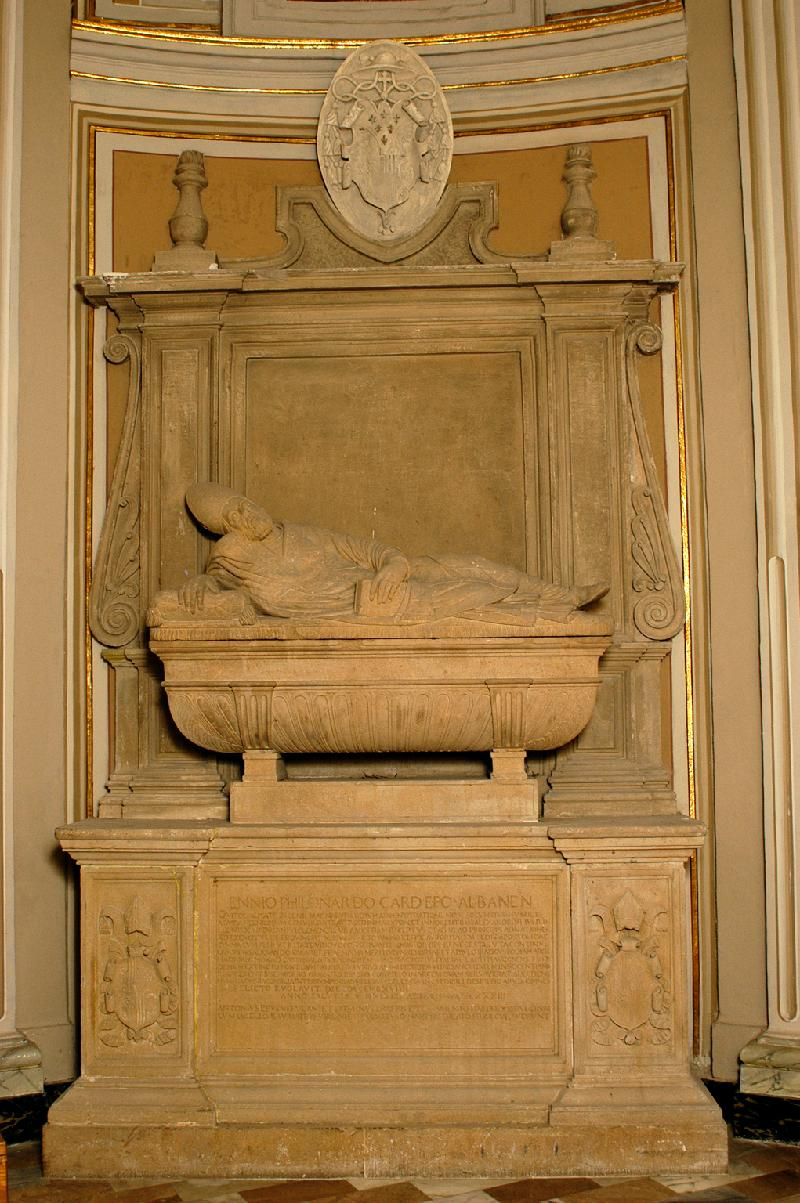
Monumento funebre del cardinale Filonardi

Nel Conclave, il card. Ennio Filonardi si intese per lo più con i cardinali francesi e perciò contribuì alla bocciatura del cardinale inglese Reginald Pole.
Non partecipò all'elezione di papa Giulio III (Ciocchi del Monte di San Savino) poiché il 14 dicembre dovette abbandonare il Conclave causa malattia, ob eius morbum valde ingravescentem, addita onerosa aetate 83, e venne portato in Castel S. Angelo, di cui era Castellano Pontificio, dove morì il 19 dicembre 1549, all'età di 83 anni.
Secondo la tradizione, in seguito fu trasportato a Bauco (attuale Boville Ernica) e sepolto nella cappella gentilizia della famiglia Filonardi (cappella di S. Sebastiano) posta nella chiesa di S. Michele Arcangelo, dove tuttora si può ammirare il suo monumento funebre, a cura dei nipoti Antonio, vescovo di Veroli, e Saturno.

## Successione apostolica
La successione apostolica è:
- Vescovo Paul Ziegler von Ziegelberg (1517)
- Vescovo Giovanni di Terracina (1535)